# Canada ved vinter-OL 2014
Canada deltog ved vinter-OL 2014 i Sotji, som blev afholdt i perioden 7. til 23. februar 2014.

## Medaljer
| 2014 Sotji | Guld | Sølv | Bronze | Total |
| Canada     | 10   | 10   | 5      | 25    |

Canada fik begge guldmedaljer i både curling og ishockey.